# Entodon buckii
Entodon buckii là một loài rêu trong họ Entodontaceae. Loài này được S.H. Lin mô tả khoa học đầu tiên năm 1984.